# Holocaust (musikgrupp)
Holocaust är ett skottiskt heavy metal-band som bildades 1977. Nuvarande medlemmar är gitarristerna John Mortimer och Ed Dudley sångaren Gary Lettice basisten Robin Begg och trummisen Paul Collins. Bandet brukar räknas till New Wave of British Heavy Metal.

## Medlemmar
Nuvarande medlemmar
- John Mortimer – gitarr (1977–1982, 1984, 1988–), sång (1984, 1988–), basgitarr (1984)
- Mark McGrath – basgitarr, bakgrundssång (2012–)
- Scott Wallace – trummor (2012– )

Tidigare medlemmar
- Robin Begg – basgitarr (1977–1983)
- Nick Brockie – (1977–1981)
- Ed Dudley – gitarr (1977–1983)
- Gary Lettice – sång (1977–1983)
- Paul Collins – trummor (1981–1982)
- Raymond Marciano – trummor (1982)
- Nicky Arkless – trummor (1982–1983)
- Steve Cowen – trummor (1984, 1988–2000)
- Graham Hall – basgitarr (1988–1990)
- David Rosie – basgitarr (1991–1998)
- Graham Cowen – basgitarr (1999–2000)
- John McCullim – gitarr (2000–2012)
- Iain (Macca) McKenzie – gitarr (2000)
- Bryan Bartley – basgitarr (2001–2012)
- Ron Levine – trummor (2001–2012)

## Diskografi
Studioalbum
- The Nightcomers (1981)
- No Mans Land (1984)
- Hypnosis of Birds (1992)
- Spirits Fly (1996)
- Covenant (1997)
- The Courage to Be (2000)
- Primal (2003)
- Predator (2015)
- Elder Gods (2019)

Livealbum
- Live From The Raw Loud N' Live Tour (VHS) (1981)
- Live (Hot Curry & Wine) (1983)

EP
- Heavy Metal Mania (1980)
- Smokin' Valves (1980)
- Live From The Raw Loud N' Live Tour (1981)
- The Sound of Souls (1989)
- The Heavy Metal Mania  (1993)
- Expander (2013)

Singlar
- "Smokin' Valves" / "Out of My Book" (1980)
- "Coming Through" (1982)

Samlingsalbum
- NWOBHM '79 Revisited (1990) (div. artister)
- Smokin' Valves: The Anthology (2003)
- Inside the Power Cage (2009)
- Heavy Metal Mania - The Singles (2019)